# Sh2-182
Sh2-182 est une petite nébuleuse en émission visible dans la constellation de Cassiopée.
Elle est située dans la partie nord de la constellation, à quelques degrés au nord-est de l'étoile κ Cassiopeiae. La période la plus appropriée pour son observation dans le ciel du soir se situe entre les mois d'août et de janvier et elle est considérablement facilitée pour les observateurs situés dans les régions de l'hémisphère boréal, où elle se produit circumpolaire jusqu'aux régions tempérées chaudes.
Il s'agit d'une région H II apparemment très petite, relativement peu connue et étudiée, probablement située à une distance d'environ 1 400 pc (∼4 570 al) sur le bord interne du bras de Persée. Selon d'autres études il s'agirait d'une nébuleuse par réflexion, placée à une distance incertaine, non liée au nuage avec des émissions de CO utilisées pour déterminer sa distance.